# Tisbe johnsoni
Tisbe johnsoni är en kräftdjursart som beskrevs av Monk 1941. Tisbe johnsoni ingår i släktet Tisbe och familjen Tisbidae. Inga underarter finns listade i Catalogue of Life.